# Брукер, Тони
Ральф Энтони Брукер (22 сентября 1925 — 20 ноября 2019 года) — британский учёный, специалист в области вычислительной техники известный по разработке автокода Mark 1.
Получил образование в школе Эммануила, в 1945 году окончил математический курс в Имперском колледже, в 1947 году вернулся туда в качестве помощника младшего преподавателя. Его первым проектом по вычислительной технике было создание устройства быстрого умножения из электромеханических реле. В дальнейшем проект был передан Сиду Майклсону и К.Д. Точеру, а позже включен в ICCE, вычислительную машину Имперского колледжа, основаннуя на той же технологии. К тому времени (1949 год) Тони перешёл в компьютерную лабораторию Кембриджского университета, где под началом Мориса Уилкса занимался разработкой программного обеспечения для вычислительной машины EDSAC.
В октябре 1951 года начал работу в Лаборатории вычислительных машин в Манчестерском университете, где подхватил обязанности Алана Тьюринга по написанию руководств по программированию и поддержке пользователей компьютера Ferranti Mark 1. Опыт работы с довольно громоздкими манчестерскими соглашениями о машинном кодировании привёл его к разработке, вероятно, первого в мире общедоступного языка высокого уровня — автокода Mark 1, который появился в марте 1954 года, что почти на два года раньше первого компилятора Фортрана.
В 1950-х Тони возглавлял группу в Манчестере, занимавшуюся теоретической основой компиляторов. Кульминацией их работы стал компилятор компиляторов, оригинальная идея, впервые представленная на конференции Британского компьютерного общества в июле 1960 года Брукером и Дерриком Моррисом. Впоследствии эта система была реализована на Ferranti ATLAS и использовалась для разработки языков высокого уровня. ATLAS считался самым мощным компьютером в мире на момент ввода в эксплуатацию в декабре 1962 года.
В середине 1960-х Тони помог открыть в Манчестере первый в Великобритании учебный курс по компьютерным наукам. В 1967 году он перешёл в Эссексский университет, где занял пост председателя-основателя кафедры компьютерных наук. Первые выпускники Эссекса по компьютерным наукам получили дипломы летом 1970 года.
Тони вышел на пенсию в 1988 году. Умер 20 ноября 2019 года в доме престарелых в Хексхэме.